# The Avenger (film, 1933)
Pour les articles homonymes, voir The Avenger.
The Avenger est un film américain réalisé par Edwin L. Marin, sorti en 1933.
Le film est considéré comme perdu.

## Synopsis
Un ancien procureur de district en disgrâce planifie sa vengeance sur les membres d'un gang criminel qui l'ont fait accuser et envoyé en prison.

## Fiche technique
- Réalisation : Edwin L. Marin
- Scénario : Brown Holmes d'après la nouvelle The Avenger de John Goodwin
- Dialogues : Tristram Tupper
- Photographie : Sid Hickox
- Directeur artistique : Ernest Hickson
- Montage : Doane Harrison
- Société  de production : Monogram Pictures
- Durée : 79 minutes
- Date de sortie : 
  - États-Unis : 10 août 1933

## Distribution
- Ralph Forbes : Norman Craig
- Adrienne Ames : Ruth Knowles
- Arthur Vinton : James Gordon
- Claude Gillingwater : Witt
- Charlotte Merriam  : Sally
- J. Carrol Naish : Hanley
- Berton Churchill : Forster
- Murray Kinnell : Cormack
- Thomas E. Jackson : McCall
- Paul Fix : Vickers
- Leonard Carey : Talbot
- James Donlan : Durant
- Boothe Howard : Ames